# WYSIWYM

Odmienne schematy tworzenia tekstu

W informatyce, What You See Is What You Mean (WYSIWYM,, ang. Widzisz To, Co Masz Na Myśli) jest paradygmatem tworzenia struktury tekstu. Innym z takich paradygmatów jest lepiej znany WYSIWYG ("What You See Is What You Get", ang. To Co Widzisz Jest Tym, Co Otrzymujesz), który wyświetla graficzne tekst w formacie, w którym ten zostałby wydrukowany, bez pokazywania kodu źródłowego pliku.
W edytorze WYSIWYM, użytkownik definiuje zawartość w ustruktoryzowany sposób, oznaczając zawartość zgodnie z jej znaczeniem, wartością w dokumencie i zostawia ostateczny wygląd pliku jednemu lub kilku osobnym językom arkuszy stylów. W pewien sposób, ma to za zadanie dokładnie wyświetlić zawartość zgodnie z jej znaczeniem, zamiast wyświetlić formatowanie powiązane z dokumentem.
Dla przykładu, w dokumencie WYSIWYM, autor manualnie zaznacza dany tekst jako tytuł dokumentu, nazwę sekcji, podpis pod ilustracją, lub imię autora; to z kolei pozwoliłoby jednemu elementowi, takiemu jak choćby nagłówki sekcji, być wyrenderowanymi jako wielki, wyboldowany tekst w jednym arkuszu stylu, lub jako czerwony, wycentrowany tekst w innym, bez potrzeby manualnej interwencji. Częściej niż nie, to wymaga semantycznej struktury dokumentu, o której należy zadecydować przed napisaniem go. Edytor także potrzebuje systemu, by eksportować ustrukturyzowaną zawartość by wygenerować ostateczny format dokumentu, wynikający z zdefiniowanej struktury.
Największą zaletą tego systemu jest kompletna separacja zawartości i prezentacji: użytkownicy mogą ustrukturować i napisać dokument raz, zamiast przeskakiwać pomiędzy dwoma sposobami prezentacji - podejście, które wymaga swojego własnego switch cost. A skoro renderowanie i formatowanie zostało oddane w ręce systemu informatycznego, pozwala to także zachować stały wygląd dokumentów.

## Procesory dokumentów
W przeciwieństwie do nieustrukturyzowanych dokuemntów o stałym sposobie prezentowania, procesor dokumentu, w kontraście do procesora tekstu, musi być wykorzystany w paradygmacie WYSIWYM. Pierwszym procesorem dokumentu, który określił siebie jako WYSIWYM był LyX, choć podobne koncepty można prześladzić do wcześniejszych systemów, takich jak LaTeX, Interleaf (modelowany na pionierskich eksperymentach w Xerox PARC i FrameMaker).
Dla przykładu, w FrameMakerze, dokument może być autoryzowany (wyświetlony i edytowany) korzystając z dwóch możliwych podglądów – tagi stylistyczne (zwane "formatami") i zawartość dokumentu znajdują się w "body pages", a struktura i prezentacja dokumentu jest definiowana w "master pages".
Wiele takich dokumentów może być podlinkowanych razem i zaprogramowanych dla wielu zastosowań. Te elementy mogą wtedy być wyeksportowane do odpowiednich tagów, które przechowują pewne lub wszystkie funkcjonalności w języku znaczników, takim jak XML/HTML/CSS i PDF, lub bezpośrednio wyrenderowane do ostatecznej prezentacji we wszystkim od PostScriptu do czystego tekstu.
Odmiennym podejściem do filozofii WYSIWYM charakteryzuje się GNU TeXmacs, który łączy prezentację na ekranie komputera struktury dokumentu z prawie niezmienionym renderowaniem WYSIWYG.

## W środowiskach webowych
Duże firmy tworzące oprogramowanie umożliwiają tworzenie stron internetowych w swoich popularnych edytorach WYSIWYG, by zwiększyć ich użyteczność. Użytkownicy mogą wygenerować stronę internetową w HTML-u w procesorze tekstu bez wiedzy o tym języku, ale jak prawie wszystkie IDE, te narzędzia nie rozróżniają pomiędzy zawartością w HTML-a a jej prezentacją poprzez takie technologie jak CSS.
Takie reprezentacje HTML-a w sztywny sposób są krytykowane, głównie ze względu na nadmiernie długi i skomplikowany kod źródłowy oraz jego niską jakość. W związku z tym padają głosy, iż programy te powinny zacząć stosować model WYSIWYM.
Jednym z przykładów internetowego edytora WYSIWYM jest WYMeditor. W tym edytorze, struktura dokumentu jest zdefiniowana przez atrybuty klas elementów HTML. Te klasy także pozwalają na wygenerowanie finalnego wyglądu dokumentu. Choć WYMeditor jest edytorem WYSIWYM, formatem dokumentu zawsze będzie HTML, więc nowe struktury są ograniczone do nowych klas, a ostateczny dokument zawsze będzie zbudowany na bazie elementów prezentacyjnych owych klas.
Inne CMS-y powoli zapewniają pewne interfejsy WYSIWYM dla swoich użytkowników edytujących treści.